# 通泰街道
通泰街道，是中华人民共和国福建省南平市邵武市下辖的一个乡镇级行政单位。

## 行政区划
通泰街道下辖以下地区：
城富社区、北门社区、西门社区、五四社区、跃进社区、月山关社区、熙春社区、向南社区、严羽社区和长坪村。